# Menella rubescens
Menella rubescens is een zachte koraalsoort uit de familie Plexauridae. De koraalsoort komt uit het geslacht Menella. Menella rubescens werd in 1910 voor het eerst wetenschappelijk beschreven door Nutting. 